# Cassida rubiginosa
Cassida rubiginosa es una especie de insecto coleóptero de la familia Chrysomelidae. Tamaño del adulto 6-7.5 mm. Es verde, ovalado. Una generación anual. Hiberna como adulto en la hojarasca. Se alimenta de varias especies de cardos y también otras Asteraceae.
La larva usa su propia material fecal como una sombrilla para protegerse de depredadores (como muchas otras especies de esta familia). Se distribuye por el Paleártico. Ha sido introducida, primero accidentalmente y después intencionalmente en Norteamérica para combatir cardos introducidos e invasivos.